# توريك
توريك (بالإنجليزية: Turek)‏ هي بلدة في وسط بولندا يبلغ عدد سكانها 31,282 نسمة حسب إحصاء عام 2009. وهي عاصمة مقاطعة توريك.

## تاريخها

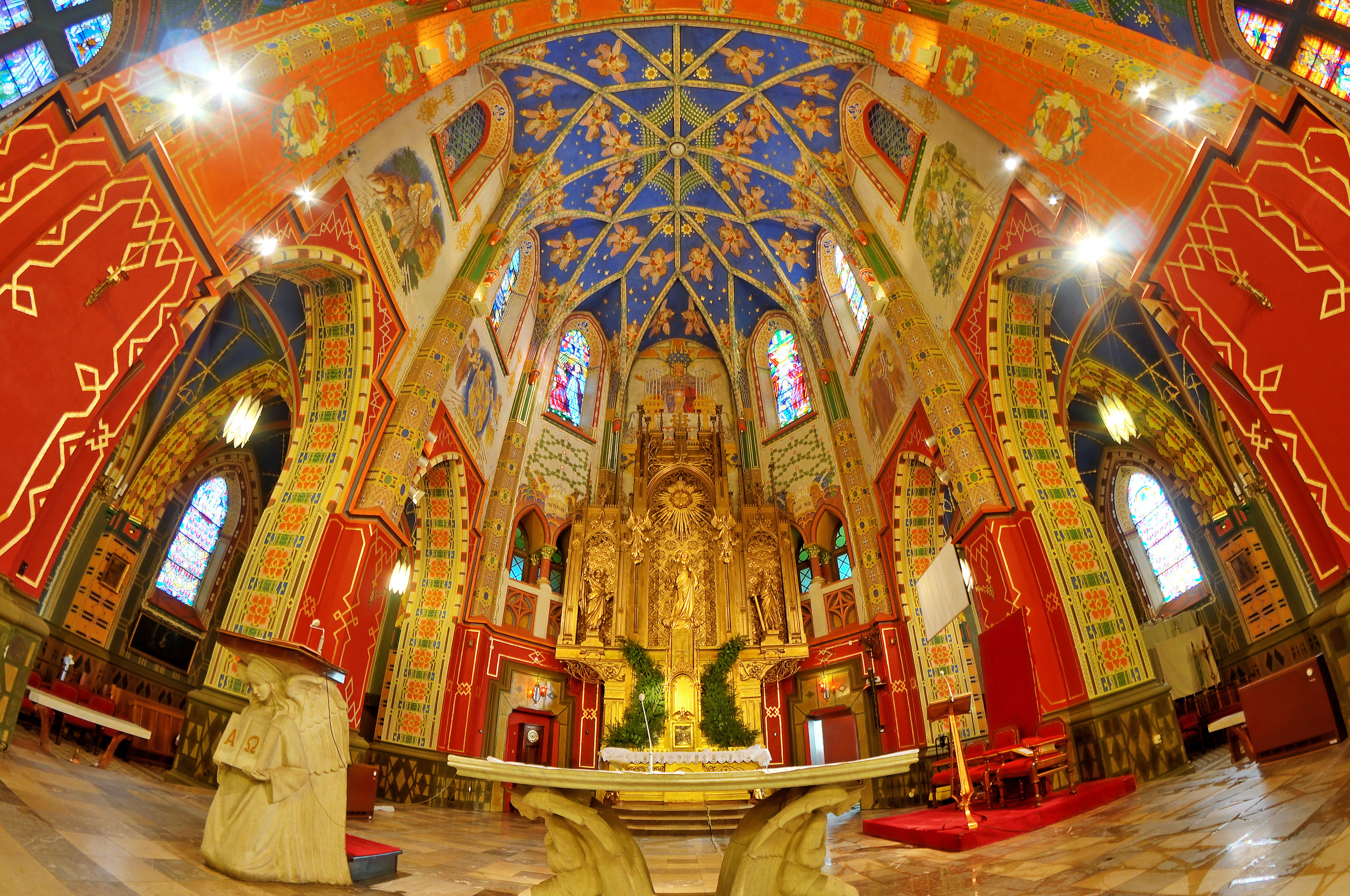
مذبح كنيسة قلب يسوع الأقدس في تورك

ذُكرت توريك لأول مرة في السجل التاريخي عام 1136 ، حيث أُدرجت على أنها تنتمي إلى أساقفة غنيزنو، وحصلت على حقوق المدينة في عام 1341.
كانت المدينة عاصمة منطقة كاليش في الإمبراطورية الروسية. بعد نهاية الحرب العالمية الأولى في عام 1918، وأصبحت توريك جزءًا من الجمهورية البولندية الثانية.
مع الغزو الألماني لبولندا واندلاع الحرب العالمية الثانية، تم احتلال توريك من قبل الجيش النازي وضمها إلى ألمانيا النازية. ومع وصول الجيش الأحمر في عام 1945 ونهاية الحرب، دُمجت في جمهورية بولندا الشعبية.